# 国鉄5800形蒸気機関車
5800形は、かつて日本国有鉄道の前身である鉄道院・鉄道省に在籍したテンダ式蒸気機関車である。

## 概要
元は北海道炭礦鉄道の発注により、1905年（明治38年）3月にアメリカのボールドウィン・ロコモティブ・ワークスで3両（製造番号25158 - 25160）が製造されたもので、車軸配置は旅客列車牽引用として4-4-0(2B)、単式2気筒、飽和式である。メーカーにおける種別呼称は、8-26Cである。
本形式は1901年（明治34年）に導入された、スケネクタディ・ロコモティブ・ワークス製のヌ形（後の鉄道院5700形）と同等の仕様でボールドウィンに発注されたものである。納入された機関車は、蒸気ドームの形状や炭水車の台車の形態が異なっていたため、ヨ形に区分され、番号は68 - 70（2代目）が与えられた。導入の翌年には、本形式の仕様をもって再びスケネクタディの後身であるアメリカン・ロコモティブ（アルコ）に5両が追加発注され、これらもヨ形に編入されている。
本形式の炭水車は3軸固定式で、1軸ごとに独立して固定されており、3軸片ボギー式であったスケネクタディ/アルコ製の同系機との相違点となっている。
国有化後の1909年（明治42年）に制定された鉄道院の車両形式称号規程では、スケネクタディ/アルコ製の同系機とはメーカーが異なることから、5800形（5800 - 5802）に区分された。配置は岩見沢、室蘭で、1925年（大正14年）5月に一斉に廃車となった。そのうち2両の炭水車は、5700形（5756, 5757）に転用されている。

## 主要諸元
- 全長 : 14,757mm
- 全高 : 3,632mm
- 全幅 : 2,438mm
- 軌間 : 1,067mm
- 車軸配置 : 4-4-0(2B)
- 動輪直径 : 1,372mm
- 弁装置 : スチーブンソン式アメリカ形
- シリンダー（直径×行程） : 406mm×610mm
- ボイラー圧力 : 11.3kg/cm2
- 火格子面積 : 1.45m2
- 全伝熱面積 : 99.9m2
  - 煙管蒸発伝熱面積 : 93.1m2
  - 火室蒸発伝熱面積 : 6.8m2
- ボイラー水容量 : 4.7m3
- 小煙管（直径×長サ×数） : 51mm×3,320mm×180本
- 機関車運転整備重量 : 39.04t
- 機関車空車重量 : 34.77t
- 機関車動輪上重量（運転整備時） : 24.96t
- 機関車動輪軸重（最大・第1動輪上） : 12.55t
- 炭水車運転整備重量 : 24.98t
- 炭水車空車重量 : 12.76t
- 水タンク容量 : 9.1m3
- 燃料積載量 : 2.54t
- 機関車性能
  - シリンダ引張力 : 6,980kg